# RV Neil Armstrong (AGOR-27)
Le RV Neil Armstrong (AGOR-27) est un navire de recherche auxiliaire polyvalent (AGOR) de classe Neil Armstrong appartenant à l'US Navy et exploité par l'Institut océanographique de Woods Hole (WHOI), un centre de recherche scientifique maritime situé à Woods Hole au Massachusetts. Il porte le nom de Neil Armstrong, un astronaute américain (1930-2012).

## Historique
Le navire a été commandé en mai 2010 en remplacement du RV Knorr, exploité par l'Institut océanographique de Woods Hole depuis 1970. Le navire a été construit par Dakota Creek Industries à Anacortes, dans l'État de Washington, et a été mis en service en 2015. Il a été lancé le 29 mars 2014, baptisé par Carol Armstrong, passé les essais en mer le 7 août 2015 et livré à la Marine le 23 septembre 2015. Un sister-ship, le RV Sally Ride (AGOR-28), a été mis à l'eau le 9 août 2014 pour l'Institut d'océanographie Scripps qui l’exploite dans le cadre d’un contrat de location-bail renouvelable.
Neil Armstrong est un navire de recherche monocoque de conception commerciale, capable d'opérations côtières et océaniques profondes. Le navire est équipé de grues et de treuils pour le chargement latéral de l'équipement et des fournitures de recherche, ainsi que de l'hébergement pour 24 scientifiques. Il est propulsé par un système de propulsion diesel-électrique multi-entraînement et basse tension pour plus d'efficacité et moins de maintenance et de frais de carburant. Les deux navires de Neil Armstrong-Class disposent d'un équipement océanographique de pointe permettant la cartographie des grands fonds marins et des technologies de l'information pour la surveillance des navires et la communication terrestre à travers le monde.

## Galerie de photographies

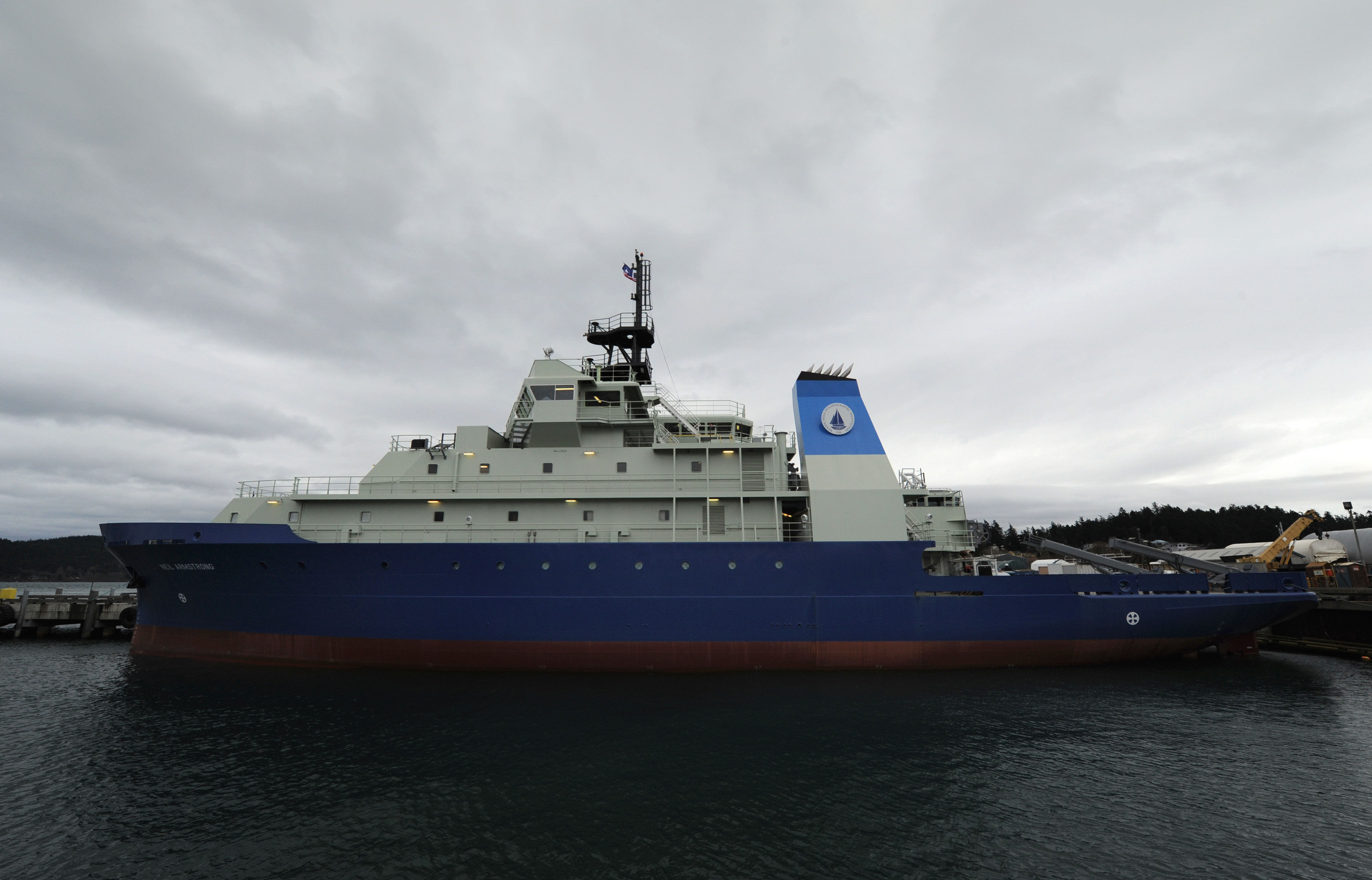
RV Neil Armstrong